# Nowa Kolonia (Nowy Sącz)
Nowa Kolonia – część miasta Nowy Sącz, położona na południe od centrum miasta, w rejonie ulicy 29 Listopada, na południe od nowosądeckiego dworca kolejowego.